# Pinus muricata
Il pino del vescovo (Pinus muricata D.Don) è un albero appartenente alla famiglia delle Pinaceae.

## Descrizione

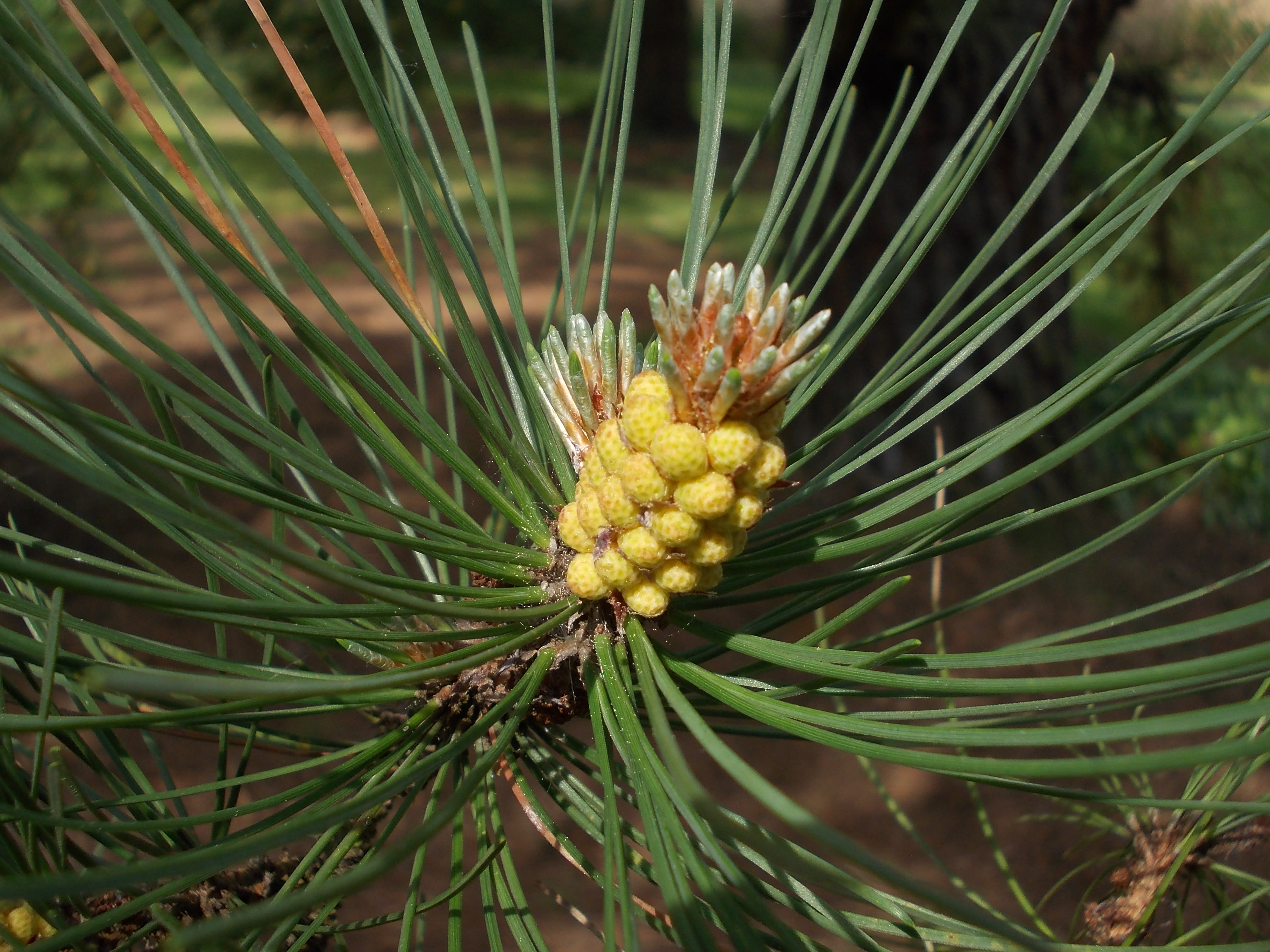
Dettaglio dei giovani coni in crescita.

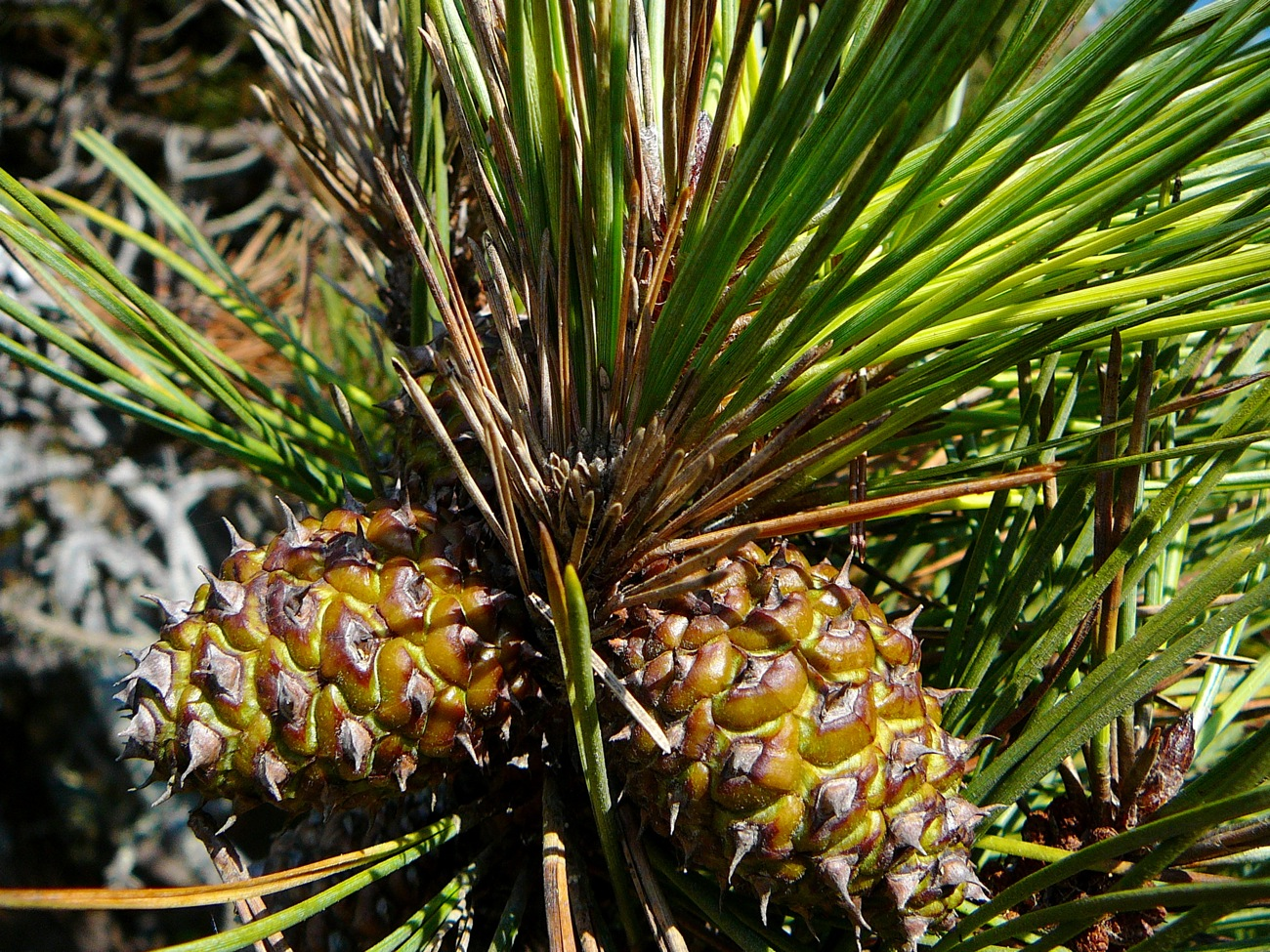
Coni immaturi.

### Portamento
Il portamento è arboreo; l'albero può raggiungere i 25 metri di altezza. La forma è a colonna larga.

### Corteccia
La corteccia è di colore violaceo, spessa e scabrosa.

### Foglie
Le foglie sono aghiformi e lunghe circa 15 cm. Sono rigide e portate a coppie su rami arancio-marroni; possono avere una colorazione che varia dal grigio-verde al blu-verde. 

### Strobili
Gli strobili sono di forma conica-oviforme e possono raggiungere gli 8 cm di lunghezza. Sono di colore rosso-marrone e persistono per molti anni.

### Fiori
I fiori sono portati in grappoli sui rami giovani e compaiono all'inizio dell'estate; quelli maschili sono gialli, mentre quelli femminili rossi.

## Distribuzione e habitat
Il pino del vescovo è originario della California e del Messico e cresce prevalentemente in zone costiere e collinari a basse altitudini.